# Tobias Schellenberg
Tobias Schellenberg, född den 17 november 1978 i Leipzig, är en tysk simhoppare.
Han tog OS-silver i synkroniserade svikthopp i samband med de olympiska simhoppstävlingarna 2004 i Aten.